# Antiblemma discobola
Antiblemma discobola är en fjärilsart som beskrevs av George Francis Hampson 1926. Antiblemma discobola ingår i släktet Antiblemma och familjen nattflyn. Inga underarter finns listade i Catalogue of Life.